# 플랫폼 (2000년 영화)
플랫폼(Platform)은 중국에서 제작된 지아 장 커 감독의 2000년 영화이다. 왕홍웨이 등이 주연으로 출연하였고 이치야마 쇼조 등이 제작에 참여하였다.

## 출연

### 주연
- 왕홍웨이
- 자오 타오

## 제작진
- 공동제작: 엘리즈 자라듀
- 협력프로듀서: 주강
- 협력프로듀서: 유릭와이